# 森林組合法
森林組合法（しんりんくみあいほう、昭和53年5月1日法律第36号）は、森林所有者の協同組織の発達を促進することにより、森林所有者の経済的社会的地位の向上ならびに森林の保続培養および森林生産力の増進を図り、もって国民経済の発展に資することに関する法律である。

## 構成
- 第一章 総則（第1条 - 第8条の2）
- 第二章 森林組合
  - 第一節 事業（第9条 - 第26条）
  - 第二節 組合員（第27条 - 第41条の2）
  - 第三節 管理（第42条 - 第73条）
  - 第四節 設立（第74条 - 第82条の2）
  - 第五節 解散及び清算（第83条 - 第92条）
- 第三章 生産森林組合（第93条 - 第100条）
- 第四章 森林組合連合会（第101条 - 第109条）
- 第五章 監督（第110条 - 第119条）
- 第六章 罰則（第120条 - 第123条）
- 附則